# Krapinske Toplice
Krapinske Toplice (Duits: Krapina-Töplitz) is een gemeente en kuuroord in de Kroatische provincie Krapina-Zagorje.
Krapinske Toplice telt 5744 inwoners. De oppervlakte bedraagt 49 km², de bevolkingsdichtheid is 117,2 inwoners per km².
De thermale bronnen werden voor het eerst vermeld in 1773 door H.J.Crantz. Rond die tijd werd het eerste badhuis gebouwd.
De vier bronnen zijn rijk aan calcium en magnesium. Hun temperatuur bedraagt 39 tot 41°C.
Steden (gradovi): Krapina · Donja Stubica · Klanjec · Oroslavje · Pregrada · Zabok · Zlatar

Gemeenten (općine): Bedekovčina · Budinščina · Desinić · Đurmanec · Gornja Stubica · Hrašćina · Hum na Sutli · Jesenje · Kraljevec na Sutli · Krapinske Toplice · Konjščina · Kumrovec · Marija Bistrica · Lobor · Mače · Mihovljan · Novi Golubovec · Petrovsko · Radoboj · Sveti Križ Začretje · Stubičke Toplice · Tuhelj · Veliko Trgovišće · Zagorska Sela · Zlatar-Bistrica